# Rechtspositivismus
Der Rechtspositivismus ist eine Lehre in der Rechtstheorie und Rechtsphilosophie, die für Fragen der Entstehung, Durchsetzung und Wirksamkeit von Rechtsnormen allein auf das staatlich gesetzte und das staatlich anerkannte Recht abstellt. Damit wendet sich der auf den Staat als rechtssetzende Autorität reflektierende Rechtspositivismus gegen die naturrechtlichen Auffassungen, Recht entstamme allgemeingültig anerkannten vorstaatlichen oder auch überzeitlichen Regelungen. Er wendet sich ebenfalls gegen schwach naturrechtliche Auffassungen wie die Radbruchsche Formel, der zufolge lediglich gewisse, als eklatant ungerecht erachtete staatliche Regelungen nicht als Recht anzuerkennen seien. Der bekannte Rechtspositivist Hans Kelsen formulierte den berühmten Satz: „Darum kann jeder beliebige Inhalt Recht sein.“
Der normative Rechtspositivismus geht dabei vom „kodifizierten Recht“ aus (z. B. Hans Kelsen), der soziologische von der sozialen Wirksamkeit (Eugen Ehrlich, H. L. A. Hart). Eine notwendige Verbindung zwischen Recht und Gerechtigkeit wird bestritten.
Einer verbreiteten Definition zufolge besteht der positivistische Rechtsbegriff daher aus zwei Elementen, nämlich der ordnungsgemäßen Gesetztheit (1) und der sozialen Wirksamkeit (2), während beim nichtpositivistischen (bzw.: schwach naturrechtlichen) Rechtsbegriff mit der inhaltlichen Richtigkeit (3) ein drittes Element hinzukommt. Je nachdem, wie diese zwei (oder drei) Elemente kombiniert werden, entstehen ganz unterschiedliche Spielarten positivistischer oder nichtpositivistischer Rechtsbegriffe.

## Abgrenzung
Den Gegensatz zum Rechtspositivismus bildet wissenschaftshistorisch die Lehre vom Naturrecht, die das geltende Recht überpositiven Maßstäben präskriptiv unterordnet und/oder aus ihnen deduktiv ableitet (Natur als solche, Natur des Menschen, Vernunft, göttliches Recht), mithin einer außergesetzlichen Erkenntnisquelle bedarf.
In ideengeschichtlicher Nähe zum Rechtspositivismus steht der Rechtsrealismus, der besonders in den USA und Skandinavien seinen etwa zeitgleichen Ursprung hat.
Neuere Gegensätze beziehungsweise Weiterentwicklungen zum Rechtspositivismus, die auf diesen Bezug nehmen, aber nicht unter das klassische Gegensatzpaar Naturrecht versus Rechtspositivismus fallen, sind insbesondere die Systemtheorie des Rechts (z. B. Niklas Luhmann) und verschiedene Diskurstheorien des Rechts (vgl. z. B. Jürgen Habermas).
Neben dem erkenntnistheoretischen Rechtspositivismus als wissenschaftlicher Theorie wird mit dem Begriff meistens der praktische Rechtspositivismus (auch: Gesetzespositivismus) in Verbindung gebracht: Eine Rechtsanwendung ist dann als positivistisch zu bezeichnen, wenn sie sich nur am vorgegebenen Gesetz orientiert und gegenüber außerrechtlichen Prinzipien undurchlässig ist. Eine Gegenströmung innerhalb der Rechtsdogmatik ist die soziologische Jurisprudenz beziehungsweise die juristische Hermeneutik, die nach den konkreten gesellschaftlichen Rahmenbedingungen der Gesetzesauslegung fragt.
Der Rechtspositivismus ist eine rechtstheoretische, keine ethische oder moralische Theorie.
Als solche versucht der Rechtspositivismus die Frage zu beantworten: „Was ist Recht?“ beziehungsweise: „Welche Normen sind Recht?“ Nahezu alle Rechtspositivisten, besonders moderne Theoretiker, die sich der analytischen Tradition zurechnen, betonen jedoch, dass diese Fragen unabhängig von der Frage seien, ob das Recht den Bürger moralisch verpflichtet. Dies wird etwa von J. L. Austin hervorgehoben:

„Das Vorhandensein einer Rechtsnorm ist eine Sache; ihre Richtigkeit oder Unrichtigkeit eine andere. Ob sie besteht oder nicht, ist eine Frage; ob sie einer zugrundegelegten Idealvorstellung entspricht, eine andere. Ein bestehendes Gesetz ist auch dann Gesetz, wenn es uns nicht zusagt oder wenn es von dem Kriterium abweicht, nach dem wir unsere Billigung oder Mißbilligung orientieren.“

Norbert Hoerster, ein prominenter deutscher Rechtspositivist, wirft Kritikern vor, dass diese Rechtspositivismus oft falsch verstehen, und ihm Thesen zuschreiben, die Rechtspositivisten selber nicht vertreten. Hoerster behauptet insbesondere, dass Rechtspositivisten selten oder gar nicht die folgenden Thesen verteidigen:
- die Gesetzesthese, der zufolge Recht sich in positiven Gesetzen erschöpft. Doch Positivisten können durchaus Gewohnheitsrecht und andere Rechtsquellen als Recht anerkennen, so Hoerster.
- die Subsumtionsthese, der zufolge Rechtsauslegung neutral erfolgt, und Richter bloß höhere Normen anwenden.
- die Relativismusthese, die behauptet, dass alle ethischen Maßstäbe subjektiv und relativ sind. Aber, so behauptet Hoerster, Recht mit sozialen Tatsachen zu identifizieren ist kompatibel mit der Anerkennung objektiver moralischer Standards.
- die Gehorsamsthese, nach der Bürger Recht Gehorsam zu leisten haben.

## Der Begriff des positiven Rechts
Der Begriff des positiven Rechts (ius positivum) steht seit der Antike für „gesetztes“ Recht (von lat. ponere ‚setzen‘, positum ‚gesetzt‘). Das positive Recht entspringt dem Ermessen eines menschlichen (in der Neuzeit staatlichen) Gesetzgebers und ist damit weder durch einen Rückbezug auf das ius divinum (göttliches Recht) legitimiert noch durch eine Bindung an ein alle Menschen gleichermaßen umfassendes und damit natürlich zukommendes Recht, das Naturrecht. Danach ist Recht verfügbar, ohne an die vom Naturrecht bekannten Mindestinhalte gebunden zu sein. Allein entscheidend ist, dass das Recht ordnungsgemäß zustande gekommen ist. Insofern ist er auch mit einer illiberalen Demokratie und das dort durch die demokratisch legitimierte Legislative gesetzte Recht kompatibel.
Der Begriff des positiven Rechts erfuhr im Lauf des 19. Jahrhunderts eine Aufwertung als grundlegende Option der gesamten Rechtsbegründung, bei der es primär darum gehen sollte, das Zusammenleben nach Konsens im Staatswesen zweckmäßig zu organisieren. Die Setzungen erwiesen sich in der Rechtsdiskussion des 20. Jahrhunderts als problematisch, als sich nach dem Zweiten Weltkrieg Richter für Rechtssprüche aus der Zeit des Nationalsozialismus verantworten mussten und ihre Entscheidungen mit dem positiven Recht begründeten. Die auf „Gesetz ist Gesetz“ reduzierte Sichtweise führt zu Folgediskussionen darüber, ob Gesetze unbedingt zu befolgen sind, was zu dem Problem zurückführt, inwieweit die zur Maxime erklärte Trennung zwischen Recht und Moral nicht unterlaufen wird.
Der Begriff des „geltenden“ Rechts ist nicht kurzerhand mit dem des „positiven“ – d. h. staatlich gesetzten – Rechts gleichzusetzen. Jener erfordert, dass Gebote rechtswirksam sind, d. h. die verlässliche Chance organisierter Durchsetzung haben (siehe Rechtswirksamkeit), und dass sie legitim, d. h. zu rechtfertigen sind (siehe Rechtsgeltung). Diese Geltung kann beispielsweise auch Gewohnheitsrecht erlangen, das nur gekünstelt in allen rechtsgültigen Varianten als „staatlich gesetztes“ Recht darstellbar ist.

## Kelsen: Dualismus von Sein und Sollen
In der philosophischen und rechtswissenschaftlichen Tradition spielt die Unterscheidung von Sein und Sollen eine wesentliche Rolle. David Hume hatte darauf aufmerksam gemacht, dass Sollenssätze nicht aus Seinssätzen abgeleitet werden können. Immanuel Kant entwickelte seine Erkenntnistheorie in Auseinandersetzung mit Hume, wobei er die Unterscheidung von theoretischer („spekulativer“) und praktischer Vernunft zum Fundament seiner Überlegungen machte. Der Neukantianismus und dessen Anhänger in der Rechtswissenschaft, vor allem Hans Kelsen, schlossen an Kant an und spitzten den Gegensatz von Sein und Sollen weiter zu. Sie errichteten auf der Grundlage dieser Trennung einen Dualismus von Recht und Moral.
Nach Kelsens Reiner Rechtslehre ist die Sphäre des Seins, also des Faktischen, streng von der Sphäre des Sollens, also des Normativen, zu trennen. Aus dieser Trennung leitete Kelsen das Postulat ab, die Rechtswissenschaft habe sich ausschließlich mit den Rechtsnormen zu befassen. Die Analyse des auf Normen bezogenen Verhaltens betrachtete er als Gegenstand der Soziologie. Kelsen wollte ein geschlossenes, auf einer Grundnorm basierendes System von Regeln erstellen, das von allen Aspekten der soziologischen Wirklichkeit „rein“ sein sollte. Diese Prämisse führte Kelsen zu der sogenannten „Trennungsthese“, die Recht und Moral als Teile zweier unabhängiger Systeme begriff. Gerechtigkeit ist dabei ein Teilaspekt der Moral, also ein originär philosophisches Problem, und damit nicht Gegenstand des Rechts. Recht könne vielmehr jeder beliebige Inhalt sein, der sich in ein Ordnungssystem einfüge und durch die Wirksamkeit von Zwang Geltung erfahre.
Kelsen versuchte, das Problem rechtlicher Geltung auf methodisch reflektierte Weise unter Zugrundelegung wertrelativistischer Prämissen zu lösen. Die Grundnorm und der Gedanke von einem rechtlichen Stufenbau, also einer hierarchischen Ordnung zwischen bedingenden und bedingten Normen, wie ihn Adolf Merkl erstmals formuliert hatte, sollte dabei Koinzidenz von Normativität und Faktizität sicherstellen.
Die kategoriale Trennung von Sein und Sollen und das Ziel einer rein deskriptiven Erfassung positiver Rechtsordnungen weist der Unterscheidung zwischen präskriptiven Rechtsnormen und deskriptiven Rechtssätzen eine zentrale Rolle zu. Das heißt: Zwischen Normsetzung und Normbeschreibung wird streng unterschieden. Die deskriptiven, also nur beschreibenden, Rechtssätze treffen Aussagen über die präskriptiven, also vorschreibenden Rechtsnormen, die wiederum auf konkreten Willensakten beruhen. Auch in der Unterscheidung zwischen Geltung und Wirksamkeit der Rechtsordnung und ihrer Normen spiegelt sich der Dualismus von Sein und Sollen wider. Unter der Geltung einer Norm wird ihr spezifisch normativer Charakter verstanden, also ihre Existenz in der Sphäre des Sollens. Wirksamkeit ist dagegen die tatsächliche Effizienz in der Welt des Seins. Da die Geltung einer Norm wegen ihrer Unableitbarkeit aus der Sphäre des Seins immer nur aus einer anderen, höheren Norm folgen kann, entsteht ein Regress, der erst in der Grundnorm endet. Dennoch gelten diese Normen nur, wenn sie Anwendung und Befolgung finden. Wirksamkeit ist also Bedingung der Geltung, nicht aber die Geltung selbst (siehe Rechtsgeltung).

## Hart: Primär- und Sekundärregeln
H.L.A. Hart, einer der bedeutendsten Rechtsphilosophen des 20. Jahrhunderts, entwickelte die rechtspositivistische Lehre auf Basis und in Abgrenzung von Kelsens Reiner Rechtslehre weiter. Diese Weiterentwicklung kann man, wie die Gustav Radbruchs, als rechtsethischen Normativismus bezeichnen (siehe auch Radbruchsche Formel). Das positive Recht bedarf demzufolge aufgrund seiner freiheitsbeschränkenden Wirkung einer rechtsethischen Rechtfertigung, wenn es gerechtes Recht sein will.
Wie Kelsen geht Hart davon aus, dass es keine logische oder notwendige Verbindung zwischen Recht und Moral gibt. Er bestreitet also die naturrechtliche These vom notwendigen inhaltlichen Bezug des Rechts auf die Moral mit geltungstheoretischen Konsequenzen. Anders als Kelsen meinte er aber, dass Recht und Moral nicht ohne jeden gegenseitigen Einfluss nebeneinander stehen. Moral habe die Entstehung von Rechtsnormen faktisch beeinflusst und auch umgekehrt gebe es eine Rückwirkung von Recht auf die Moral.
Hart kritisierte Kelsens Ansicht, dass jede rechtliche Norm eine Sanktionsnorm sei, also auf Zwang beruhe. Diese von John Austin im 19. Jahrhundert entwickelte These, Recht bestehe aus von Drohungen unterstützten Befehlen, bezeichnet man als Imperativentheorie. Nach Hart ist es eine unzulässige Simplifikation der Wechselwirkungen zwischen Recht, Zwang und Moral, Normen entweder als Sanktionsnormen oder als moralische Gebote zu klassifizieren. Durch eine solche Engführung seien gewisse Formen rechtlicher Normierungen nicht zu erklären. Zu diesen zählt Hart etwa Ermächtigungsnormen, also solche Normen, die die Kompetenz verleihen, gültige Rechtsakte zu setzen. Auch würde der Unterschied zwischen solchen Rechtsregeln verwischt, die ein gewisses menschliches Verhalten bewirken wollen und daher das gegenteilige Verhalten sanktionieren und solchen, die unter gewissen Bedingungen Rechtsfolgen vorsehen, ohne dabei eine Veränderung des menschlichen Verhaltens zu beabsichtigen.
Hart unterscheidet in scharfer Abgrenzung zur Imperativentheorie Primär- und Sekundärregeln. Den primären Verhaltensnormen stellt er eine Klasse von sekundären Regeln gegenüber, die bestimmen, auf welche Weise man sich der primären Regeln schlüssig vergewissern könne. Die sekundären Regeln legen zudem fest, wie primäre Regeln eingeführt und wieder abgeschafft werden, wie man sie verändert und wie man die Tatsache ihrer Verletzung schlüssig bestimmt.

## Bedeutende Rechtspositivisten
Systematisch entwickelt wurde der Rechtspositivismus erstmals vom englischen Juristen und Sozialreformer Jeremy Bentham (1748–1832) in seiner posthum von H.L.A. Hart herausgegebenen Schrift «Of Laws in General» aus dem Jahr 1782. Unter Benthams Schülern gewann John Austin (1790–1859) mit seiner Schrift The Province of Jurisprudence Determined aus dem Jahr 1832 für die Verbreitung des Rechtspositivismus eine besondere Bedeutung. Das von Andrés Bello erarbeitete und bis heute geltende chilenische Zivilgesetzbuch gilt als die erste auf rechtsposivitivistischer Anschauung basierende Kodifikation und hat das Recht zahlreicher Länder des lateinamerikanischen Rechtskreises nachhaltig beeinflusst und aus europäischen Rechtstraditionen gelöst. Wichtige Vertreter des Rechtspositivismus im 20. und 21. Jahrhundert waren Hans Kelsen, Gustav Radbruch (vor 1945), Georg Jellinek, Félix Somló, Gerhard Anschütz, Richard Thoma, Adolf Julius Merkl, H. L. A. Hart und Joseph Raz. Zu den prominentesten derzeitigen Vertretern zählt Norbert Hoerster.

## Kritik
In der Weimarer Zeit wurden die positivistischen Rechtstheorien in dem sogenannten Methodenstreit der Weimarer Staatsrechtslehre vor allem von Hermann Heller, Rudolf Smend, Erich Kaufmann und Carl Schmitt kritisiert.
Kritiker des Rechtspositivismus ist auch Friedrich August von Hayek. Aus seiner Sicht bewirkt der Denkansatz des Rechtspositivismus mit seinen extrem formalen Begriffen eine Identifizierung des Staates mit der Rechtsordnung und Aufhebung der Grenzen der Macht des Gesetzgebers. Damit seien die Freiheitsrechte der Menschen bedroht und totalitäre Regime wie der Faschismus ermöglicht. Die institutionelle Ordnung einer Despotie oder eines Unrechtsstaates ist aus seiner Sicht keine Rechtsordnung. Vielmehr gebe es allgemein gültige rechtliche Regeln, die unabhängig von einem Gesetzgeber das menschliche Leben regeln beziehungsweise absichern und nachhaltig Wohlstand schaffen, weil sie das Ergebnis einer spontan gewachsenen Ordnung sind.
Kritik am Rechtspositivismus üben darüber hinaus alle Anhänger eines Naturrechts bzw. alle Vertreter eines Rechtsbegriffs, die diesen über das bloße Kodifiziertsein hinaus um eine Komponente der inhaltlichen Richtigkeit erweitern. Hierbei handelt es sich in der Moderne im Anschluss an Gustav Radbruchs Radbruchsche Formel häufig um eher kleine Modifikationen des positivistischen Rechtsbegriffs. Explizit wird die Geltung positiver Rechtsnormen dann nur für Fälle besonders gravierender inhaltlicher Mängel eines „unerträglichen Maßes an Unrecht“ (Radbruch) eingeschränkt.